# José Antonio Ruiz de la Cruz
José Antonio Ruiz de la Cruz, conocido artísticamente como José Antonio (Madrid, 1951), es un director y coreógrafo español y exbailarín de danza estilizada.

## Biografía
José Antonio Ruiz de la Cruz nació en Madrid en 1951. Sus padres, aficionados a la música y el baile, tienen que emigrar a Brasil, y allí, en 1955, con tan solo 4 años, comienza a estudiar danza. Muy joven también se subió por primera vez a los escenarios. Tenía tan solo 8 años cuando obtiene sus primeros éxitos en Buenos Aires.
En 1964, ya en España, y con el apoyo de su familia, comienza su carrera profesional con tan solo 13 años; ingresando primero en el Ballet Español de María Rosa, y en 1965 como tercer bailarín de la compañía de Antonio Ruiz Soler, Antonio y sus Ballets de Madrid. Así es como comienza a pisar prestigiosamente escenarios internacionales.
En 1978, tras una intensa actividad artística, que le lleva a bailar en el Teatro de Scala de Milán y el Teatro Comunale de Bolonia, es nombrado primer bailarín del Ballet Nacional Español, en sus primeras fases dirigido por Antonio Gades.
En 1982 es elegido primer bailarín y codirector artístico del Ballet Español de Madrid. En 1985 regresa como bailarín estrella y coreógrafo al Ballet Nacional de España, dirigido por María del Ávila, y en 1986 y 1992 es nombrado director artístico de esa misma compañía.
En 1994 crea la compañía José Antonio y los Ballets Españoles. En 1997 es nombrado director de la Compañía Andaluza de Danza y en 2004 vuelve a dirigir el Ballet Nacional de España, cargo que ocupa hasta septiembre de 2011.

## Formación
Ruiz de la Cruz fue alumno de grandes maestros del baile, entre los que se encuentran Victoria Eugenia, Karen Taft, Héctor Zaraspe, Alberto Lorca, José Granero, Juanjo Linares y Pedro Azorín, de los cuales recibe una amplia formación.
Cosechó muchos éxitos tanto en España como en el extranjero.

## Obras
En 1972, junto a la bailarina Luisa Aranda crea el Ballet Siluetas, emprendiendo así su labor creativa como coreógrafo. De esta primera fase destacamos Castilla, Pepita Jiménez y Paso a Cuatro.
Entre sus logros más internacionales se encuentran El Sombrero de Tres Picos para el Ballet Nacional de Cuba en 1998, con vestuario de Picasso. Versus Vitae para el Ballet Argentino de Julio Bocca. Goya Divertissemente para el Teatro Mariinski de San Petersburgo en 1996 y La Gitana para el Teatro Arena de Verona dirigido por Carla Fracci en 1996.

### Otras obras notables
Estas son algunas de sus obras, los autores de la música y el año de estreno (piezas sueltas y obras completas):
- Cancela, Fina de Calderón, 1975
- Laberinto, Montsalvatge, 1985
- Con mi soledad, Carles Santos, 1985
- Soleá, Manolo Sanlúcar, 1988
- Don Juan, José Nieto, 1989
- Romance de Luna, José Nieto, 1989
- Fandango de Soler, Antonio Soler y Claudio Prieto, 1988
- Zarabanda, José Nieto, 1991
- La vida breve, Manuel de Falla, 1992 y 1998
- La Truhana, Juan Cánovas, 1992
- La Gallarda, Manolo Sanlúcar, 1992
- Aires de villa y de Corte, José Nieto, 1994
- Cachorro, Popular, 1994
- Elementos, Gustav Holst, 1995
- Imágenes, Manolo Sanlúcar, 1995
- La Tirana, Granados, 1996
- La Andaluza, Manuel de Falla, 1996
- Pasión Gitana, Salvador Ruiz de Luna, 1998
- Golpes da la vida, Campallo Iglesias, 1999
- Carmen, Georges Bizet y Arraiga, 1999
- Vals patético, Lito Vtale y Morente Cohen, 1998
- Elegía, Joaquín Turina, 1999
- El corredor y la molinera, Manuel de Falla, 1996
- El sombrero de tres picos, Manuel de Falla, 1996, 1998 y 2004
- Malunó, Chano Domínguez, 1998
- Arrope, Vicente Amigo, 1999
- La leyenda, José Antonio Rodríguez, 2002
- El café de chinitas, Chano Domínguez, 2004
- El corazón de piedra verde, José Nieto, 2008
- El negro Goya, Enric Palomar, 2011
- Invocaciones, Chano Domínguez y otros, 2015

## Premios y galardones
En 1997 recibe el Premio Nacional de Danza.  Entre otros galardones ha recibido la Medalla de Honor 1999 del Festival Internacional de Música y Danza de Granada (1999),  la Medalla de Honor 2004 que concede la Fundación de Danza Alicia Alonso (2004),  y la Medalla de Oro al Mérito en las Bellas Artes (2005).
El 15 de febrero de 2011 la Viceconserjería de Educación de Castilla-La Mancha otorgó la denominación específica de José Antonio Ruiz al Conservatorio Profesional de Danza de Albacete.